# 1-es busz (Mezőtúr)
A mezőtúri 1-es jelzésű autóbusz a város egyetlen autóbuszvonala, mely Autóbusz-állomás – Sugár út – Kossuth tér – Sugár út – Autóbusz-állomás útvonalon közlekedik munkanapokon kedden és pénteken, valamint vasárnap és ünnepnapokon. A vonalat Mezőtúr Város Önkormányzatának megrendelésére a Volánbusz üzemelteti.

## Útvonala
| Autóbusz-állomás – Kossuth tér – Autóbusz-állomás |
| --- |
| Autóbusz-állomás – Földvári út – Balassa Bálint utca – Akác utca – Esze Tamás utca – Sugár út – Bajcsy-Zsilinszky utca – Szabadság tér – Dózsa György utca – Kossuth Lajos tér – Dózsa György utca – Szabadság tér – Bajcsy-Zsilinszky utca – Sugár út – Esze Tamás utca – Akác utca – Balassa Bálint utca – Földvári út – Autóbusz-állomás |

## Megállóhelyei
| 0  | Autóbusz-állomás végállomás |                                                           |
| 3  | Akác úti ABC                |                                                           |
| 4  | Balassa                     |                                                           |
| 5  | XVII. utca                  |                                                           |
| 6  | Posta                       |                                                           |
| 7  | Barnevál                    |                                                           |
| 8  | Ifjúsági lakótelep          |                                                           |
| 10 | Teleki Blanka Gimnázium     |                                                           |
| 11 | Kossuth tér                 |                                                           |
| 17 | Ifjúsági lakótelep          |                                                           |
| 18 | Barnevál                    |                                                           |
| 19 | Posta                       |                                                           |
| 20 | XVII. utca                  |                                                           |
| 21 | Balassa                     |                                                           |
| 22 | Akác úti ABC                |                                                           |
| 25 | Autóbusz-állomás végállomás | 1375, 1516 4618, 4715, 4770, 4772, 4775, 4776, 4778, 4780 |

## Külső hivatkozások
- Mezőtúr autóbuszos közlekedése (PDF). volanbusz.hu. Volánbusz Zrt.. (Hozzáférés: 2022. január 10.)
- 1-es busz útvonala és megállói. (Hozzáférés: 2017. április 22.)